# Ліберальна партія Норвегії
Ліберальна партія Норвегії (Венстре; норв. Venstre) — ліберальна і соціал-ліберальна партія Норвегії. Заснована 28 січня 1884 року, є найстаршою політичною партією країни. З 2010 року на чолі партії стоїть Тріне Скай Гранде.
Партія має молодіжне крило («Молоді ліберали Норвегії»), засноване в 1909 році.

## Назва
Незважаючи на свою ліву назву, Ліберальна партія традиційно позиціонує себе як центристська «несоціалістична» партія. У 1884 році, коли партія отримала свою назву, слово «Лівий» ще не асоціювалося з соціалізмом, як сьогодні. Слово «лівий» означало ліберальний або радикальний, в порівнянні з «правими», консерваторами. Таке використання слова «лівий» веде своє походження з часів Великої французької революції, коли радикальні республіканські депутати Національних зборів розташовувалися зліва від крісла голови, а консерватори і монархісти навпаки, справа.

## Історія

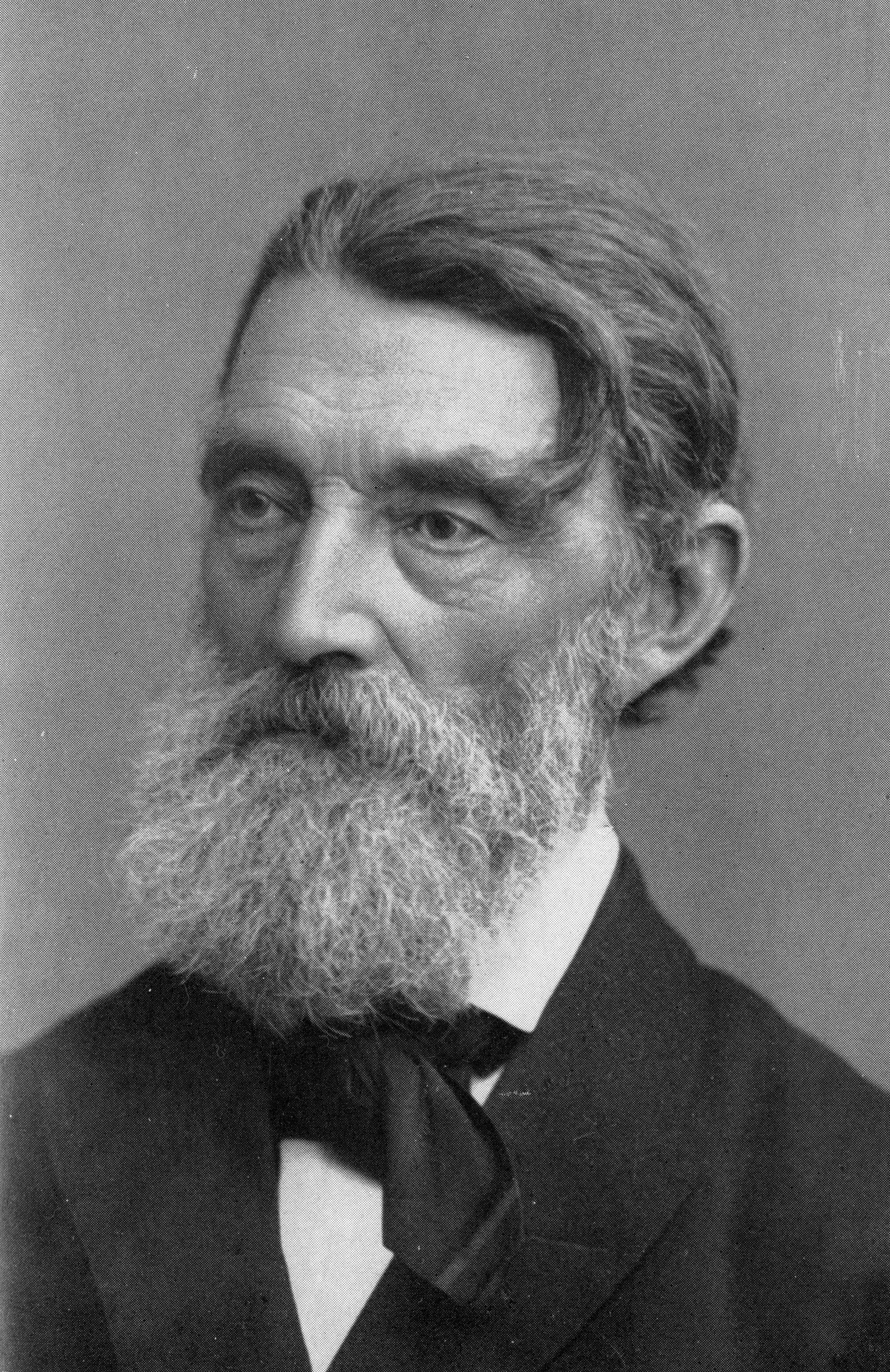
Юхан Свердруп, засновник Ліберальної партії.

На початку 1880-х років в Норвегії розгорілася загальнонаціональна дискусія про те, чи слід вводити в країні парламентаризм. Ліберали, прихильники установи парламенту, утворили 28 січня 1884 року першу в історії країни партію, що отримала назву Венстре — «Ліва». Незабаром консерватори, противники парламентаризму, створили свою партію, названу Хейре — «Права». Після перемоги лібералів і створення першого норвезького парламенту засновник і лідер Венстре Юхан Свердруп, отримавши підтримку більшості в Стортингу, став першим норвезьким прем'єр-міністром, який був призначений парламентом.
З самого початку свого існування партія Венстре виступала за свободу віросповідання, створення правового суспільства, введення загального виборчого права (введено для чоловіків в 1898 році, для жінок в 1913), розрив шведсько-норвезького союзу (1905 рік), завердження новонорвезької мови як державної, захист інтересів робітників і малоземельних селян.
У перші десятиліття після 1884 року уряди Венстре і Хейре чергувалися, змінюючи один одного. З ростом популярності Робочої партії значення і вплив лібералів стало падати. Вибори 1915 року стали останніми, на яких Венстре отримала більшість в Стортингу. Ліберали ще більше ослабли після створення в 1920 році Фермерської партії (нині Партія Центру) і появи в 1933 році Християнської народної партії, які частково формувалися з колишніх членів Венстре.
6 раз члени Венстре очолювали уряд Норвегії. Засновник партії Йохан Свердруп керував кабінетом міністрів з 1884 по 1889 рік. Тричі прем'єр міністром Норвегії був Йохан Людвіг Мовінкеля. Він очолював уряд з 1924 по 1926, з 1928 по 1931 і з 1933 по 1935 роки. За два рази керівниками норвезького уряду були Йоханнес Стеен (1891—1893 і 1898—1902), Отто Блер (1902—1903 і 1921—1923) і Гуннар Кнудсен (1908—1910 і 1913—1920). Також пост прем'єр-міністра в 1907—1908 роках займав Йорген Лёвланд. Після другої світової війни члени Венстре 4 раз входили до складу норвезького уряду.
На початку 70-х років XX століття в партії стався конфлікт через питання про євроінтеграцію. У 1972 році більшість делегатів партійного з'їзду в Рьоросе відмовилися підтримати вступ країни до Європейської економічної спільноти. Незадоволені цим рішенням, в тому числі лідер партії Хельге Сейп і 9 з 13 членів парламенту, вийшли з Венстре і створили свою партію — Ліберальну народну. Цей розкол призвів до провального виступу на виборах в Стортинг в 1973 році. Венстре втратила майже дві третини голосів своїх виборців у порівнянні з попередніми виборами і отримала всього два місця замість минулих 13. У 1974 році новим лідером Венстре була обрана Єва Колстад, яка стала першою жінкою-лідером політичної партії в Норвегії.

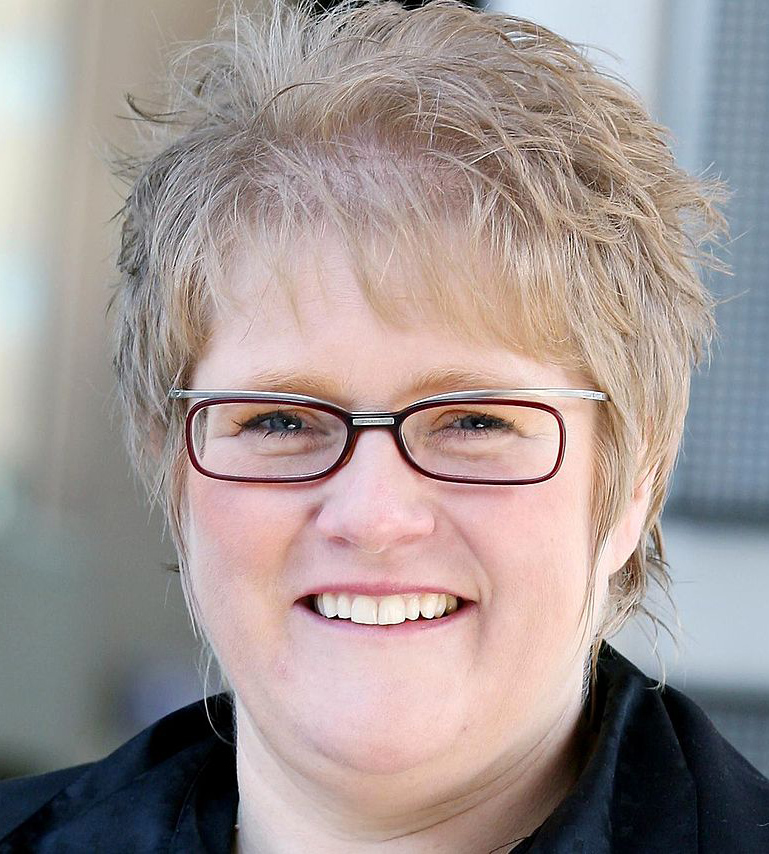
Тріне Скай Гранде, лідер Ліберальної партії

У 1985 році Венстре вперше в своїй історії вирішила підтримати уряд Робочої партії, що призвело до самого невдалого виступу партії на виборах за всю її історію — всього 3,1 % голосів і жодного місця в праламент. У 1988 році Венстре і Ліберальна народна партія об'єдналися. Незважаючи на возз'єднання на виборах 1989 року єдина партія Венстре знову залишилася без мандатів в парламенті. У 1993 році Венстре не вдалося подолати 4-відсотковий бар'єр на виборах, але в Стортинг по округу гордалан був обраний Ларс Спонхейм, пізніше очолив партію. На вибори 1997 року Венстре пішла спільно з Християнською народною партією і Партією Центру. Венстре вдалося провести в Стортинг 6 депутатів і увійти в перший кабінет Х'єля Магне Бунневіка (17 жовтня 1997 — 17 березня 2000). У 2000 році партія Венстре різко виступила проти порушення правил про захист довкілля урядом, який ухвалив рішення ввести в експлуатацію теплоелектростанцію без очисних споруд. На виборах 2001 року Венстре знову не подолала 4-відсотковий бар'єр, але все ж отримала 2 місця в парламенті, однак змогла отримати три міністерські пости в другому кабінеті Бунневіка. Вибори 2005 року виявилися для партії найвдалішими з 1969 року, вона отримала 5,9 % голосів і провела в парламент відразу 10 своїх представників. Незважаючи на успіх партія опинилася в опозиції до уряду червоно-зеленої коаліції. У 2009 році Венстре змогла зберегти в стортингу всього 2 місця, добившись успіху на виборах в Осло і Акерсхусі. 14 вересня 2009 року Ларс Спонхейм подав у відставку з поста лідера партії. На партійній конференції в квітні 2010 року Тріне Скай Гранде була одноголосно обрана новим лідером партії.

## Ідеологія
Венстре дотримується лібералізму, соціал-лібералізму і центризму. У 1990-х і 2000-х роках партія приділяла увагу проблемам захисту довкілля, освіти, малого бізнесу та соціальних питань. Венстре виступає за більш високі податки на діяльність, яка завдає шкоди довкіллю, за введення гарантованого мінімального доходу для всіх громадян, скасування статусу Церкви Норвегії як державної та розширення повноважень місцевих органів влади. Ліберали є прихильниками політики мультикультуралізму, збільшення імміграції до Норвегії і м'якої інтеграції іммігрантів у суспільство. На загальнонаціональному з'їзді в 2005 році більшість делегатів, хоча і з перевагою всього в п'ять голосів, відкинули ідею приєднання Норвегії до Європейського союзу. У той же час партія як і раніше підтримує членство в Європейській економічній зоні. У 2007 році Venstre стала першою норвезької партією виступила за перегляд авторського права і вільний обмін файлами.

## Членство і структура
Максимальна кількість членів в Венстре була зафіксована в 1980 році — 10 000 чоловік. Пізніше число членів партії значно скоротилося і падало до виборів 2009 року, після яких пішов зворотний процес. На кінець 2009 року в партії значилося 8 544 осіб.
Вищий орган — загальнонорвезький з'їзд партії, що збирається щорічно. Делегатами з'їзду є члени партії від регіональних (fylkeslag) і місцевих (lokallag) організацій, а також суміжних організацій. На з'їзді обирається правління партії (landsstyret), до якого входять члени центрального керівництва партії, представники від кожної регіональної партійної організації і від суміжних організацій, а також 6 членів партії, обраних до правління на самому з'їзді. Правління збирається 5-6 разів на рік. В інший час роботу партії організовує Центральний провід (sentralstyret), підзвітний правлінню. До складу центрального керівництва входять керівник партії, його заступники і 4 постійних члена правління, які обираються на з'їзді, а також по одному представнику від молодіжного крила і Норвезького жіночого союзу Венстре (Norges Venstrekvinnelag). Вищі органи регіональних організацій — губернські з'їзди (fylkesårsmøtet), між губернськими з'їздами — губернські правління (fylkesstyret), вищі органи місцевих організацій — локальні з'їзди (lokallagsårsmøte), між локальними з'їздами — локальні правління (lokallagsstyret). Молодіжне крило — «Молоді ліберали» (Unge Venstre, UV).
На даний момент партію очолюють Тріне Скай Гранде і два її заступника, Хельге Солум Ларсен (колишній керівник молодіжного крила) і Ула Ельвестуен, а також генеральний секретар Тер'є Брейвік.

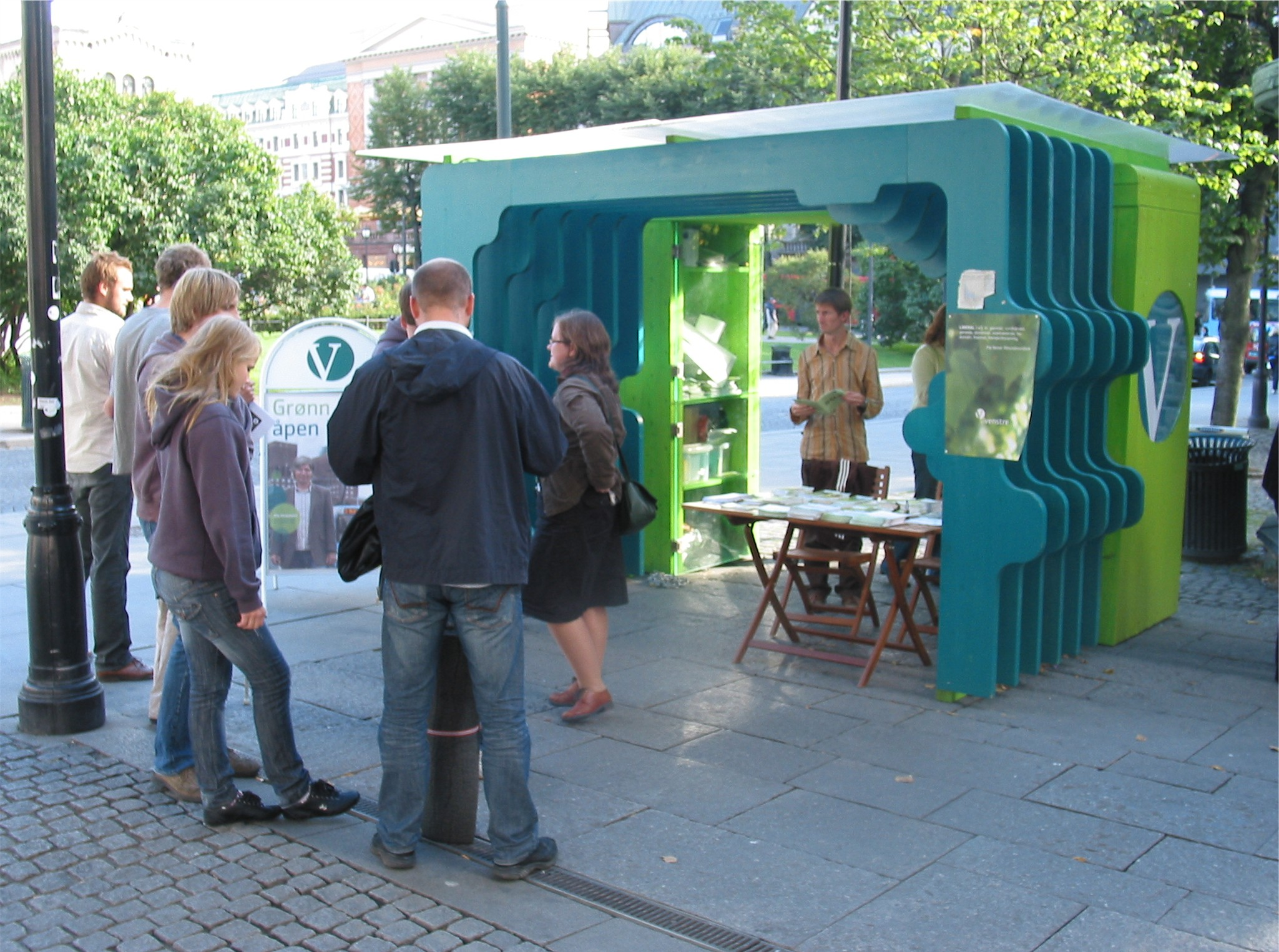
Політична агітація Венстре на вулиці Карла-Юхана перед Норвезькими місцевими виборами 2007 року.

## Представництво в Стортингу
| Рік  | % голосів | місця |
| ---- | --------- | ----- |
| 1906 | 45,4 %    | 73    |
| 1909 | 30,7 %    | 46    |
| 1912 | 40,2 %    | 76    |
| 1915 | 33,3 %    | 74    |
| 1918 | 28,3 %    | 52    |
| 1921 | 20,1 %    | 37    |
| 1924 | 19,6 %    | 34    |
| 1927 | 17,3 %    | 30    |
| 1930 | 20,2 %    | 33    |
| 1933 | 17,1 %    | 24    |
| 1936 | 16,0 %    | 23    |
| 1945 | 13,8 %    | 20    |
| 1949 | 13,1 %    | 21    |
| 1953 | 10,0 %    | 15    |
| 1957 | 9,7 %     | 15    |
| 1961 | 8,8 %     | 14    |
| 1965 | 10,4 %    | 18    |
| 1969 | 9,4 %     | 13    |
| 1973 | 3,5 %     | 2     |
| 1977 | 3,2 %     | 2     |
| 1981 | 3,9 %     | 2     |
| 1985 | 3,1 %     | 0     |
| 1989 | 3,2 %     | 0     |
| 1993 | 3,6 %     | 1     |
| 1997 | 4,5 %     | 6     |
| 2001 | 3,9 %     | 2     |
| 2005 | 5,9 %     | 10    |
| 2009 | 3,9 %     | 2     |

## Міжнародні організації
Венстре є членом європартії Альянс лібералів і демократів за Європу і Ліберального інтернаціоналу.